# Miho Komatsu
Miho Komatsu (in giapponese 小松未歩; Kōbe, 30 marzo 1974) è una cantante giapponese.
È stata membro di una band chiamata "Keyboard", che ha prodotto alcuni brani, ma il suo successo è dovuto alla canzone "Nazo" (謎, enigma), che è ben presto entrata nelle classifiche giapponesi. Tale brano è diventato famoso all'estero anche grazie al fortunato anime Detective Conan, di cui è stata la sigla per parecchi episodi. Miho può vantare 26 singoli, 9 album e alcuni premi come ad esempio il Golden Disk Award (1998). Ha inoltre scritto alcune canzoni per altri cantanti, fra cui Field of View, Deen e Rina Aiuchi.

## Discografia

### Singoli
1. Nazo (謎, Enigma) (28 maggio 1997, ZADS-1001)
2. Kagayakeru Hoshi (輝ける星, Stella splendente) (25 settembre 1997, AODS-1001)
3. Negaigoto Hitotsu Dake (願い事ひとつだけ, Solamente un desiderio) (14 gennaio 1998, AODS-1003)
4. Anybody's game (18 marzo 1998, AODS-1004)
5. Chance (チャンス, Opportunità) (19 agosto 1998, AODS-1005)
6. Koori no ue ni tatsu you ni (氷の上に立つように, Stare sulla cima del ghiaccio) (14 ottobre 1998, AODS-1006)
7. Sayonara no kakera (さよならのかけら, Frammenti di addio) (3 marzo 1999, AOCS-1004)
8. Saitan kyori de (最短距離で, La distanza più breve) (8 maggio 1999, GZDA-1005)
9. Kaze ga soyogu basho (風がそよぐ場所, Dove il vento soffia) (30 giugno 1999, GZDA-1008)
10. Anata ga iru kara (あなたがいるから, Perché tu) (21 giugno 2000, GZCA-1038)
11. Kimi no me ni wa utsuranai (君の瞳には映らない, Non sembrano i tuoi occhi[2]) (18 ottobre 2000, GZCA-1047)
12. Love gone (31 gennaio 2001, GZCA-1060)
13. Todomaru koto no nai ai (とどまることのない愛, Amore che non resta) (30 maggio 2001, GZCA-1080)
14. Saigo no toride (さいごの砦, L'ultima fortezza) (8 agosto 2001, GZCA-2006)
15. Aishiteru... (愛してる・・・, Ti amo...) (5 dicembre 2001, GZCA-2023)
16. Dance (29 maggio 2002, GZCA-2038)
17. Mysterious love (27 novembre 2002, GZCA-7003)
18. Futari no negai (ふたりの願い, Due desideri) (19 marzo 2003, GZCA-7012)
19. Watashi sagashi (私さがし, In cerca di me) (25 giugno 2003, GZCA-7021)
20. Tsubasa wa Nakutemo (翼はなくても, Anche senza ali) (26 novembre 2003, GZCA-7035)
21. namida Kirari Tobase (涙キラリ飛ばせ, Franca chiralità di lacrime[2]) (28 aprile 2004, GZCA-7050)
22. Suna no Shiro (砂の白, Sabbia bianca) (7 luglio 2004, GZCA-4007)
23. I~Dare ka... (I～誰か・・・, Io-qualcuno...) (20 ottobre 2004, GZCA-4023)
24. I just wanna hold you tight (18 maggio 2005, GZCA-4039)
25. Anata iro (あなた色, Il tuo colore) (17 agosto 2005, GZCA-4048)
26. Koi ni nare... (恋になれ・・・, Amate...) (7 dicembre 2005, GZCA-4057)

### Album
1. 小松未歩 謎 ("Enigma", 3 dicembre 1997, AOCS-1001)
2. 小松未歩 2nd～未来～ ("2º-Futuro-", 19 dicembre 1998, AOCS-1003)
3. 小松未歩 3rd～everywhere～ ("3º-Ovunque-", 16 febbraio 2000, GZCA-1022)
4. 小松未歩 4～A thousand feelings～ ("4-Migliaia di Sentimenti-", 7 marzo 2001, GZCA-1064)
5. 小松未歩 5～source～ ("5-Sorgente-", 25 settembre 2002, GZCA-5020)
6. 小松未歩 6th～花野～ ("6º-Fiori di Campo-", 25 settembre 2003, GZCA-5034)
7. 小松未歩 lyrics (26 novembre 2003, GZCA-5043)
8. 小松未歩 7～prime number～ ("7-Primo numero-", 26 gennaio 2005, GZCA-5062)
9. 小松未歩 8～a piece of cake～ ("8-Un pezzo di torta-", 26 aprile 2006, GZCA-5078)

### Compilation
1. 小松未歩 ベスト ～once more～ (Best, -Ancora una volta-, 22 novembre 2006, GZCA-5096)

### Remix
1. 小松未歩 “WONDERFUL WORLD”～Single Remixes&More～ (27 novembre 2002, GZCA-5023)